# Drasteria tenera
Drasteria tenera — вид метеликів з родини еребід (Erebidae).

## Поширення
Вид поширений в степовій зоні на сході України, півдні Росії, в Казахстані, Киргизстані, Таджикистані та Китаї (Тибет).